# Drive (canción de Incubus)
«Drive» es una canción de la banda estadounidense de rock alternativo Incubus. Fue lanzado como el tercer sencillo de su segundo trabajo discográfico Make Yourself, el 20 de noviembre de 2000. Está considerado como uno de los máximos éxitos de la banda, llegando a alcanzar la cima del Modern Rock Tracks el 3 de marzo de 2001, y ocupando la novena posición del Billboard Hot 100. En 2001, la canción ganó en la categoría "Canción del año de rock alternativo" en los premios Billboard.

## Composición
Según el cantante, Brandon Boyd, "La letra habla básicamente sobre el miedo, acerca de ser conducido por él y realizar decisiones bajo este sentimiento. Se trata de imaginar cómo sería la vida si no la vivimos de esa manera".

## Video musical
El videoclip fue dirigido por Phil Harder inspirado en el litografía Drawing Hands creado por el artista holandés M. C. Escher. Muestra una sencilla sesión musical intercalándolo con una animación de Brandon Boyd. Muchas escenas se grabaron en el McNamara Alumni Center de la Universidad de Minnesota y en Bairnsdale, Victoria, Australia. El video fue nominado al Mejor Video de Grupo en los MTV Video Music Awards 2001.

## Apariciones
La canción aparece en las películas Is It College Yet? y Surf's Up. Es una pista jugable en las versiones del videojuego norteamericanos y europeos Donkey Konga 2, que así aparece en el juego Karaoke Revolution Party y como contenido descargable en el juego Guitar Hero World Tour, SingStar y Rock Band 3.

## Lista de canciones
EP (Versión europea)
1. «Drive» (Versión del álbum) – 3:52
2. «Drive» (Orchestral Studio Version) – 3:55
3. «Favorite Thing» (Live) – 3:45
4. «Pardon Me» (Live) – 4:18
5. «Clean» (Live) – 4:10

 Australia – EP
1. «Drive»
2. «Crowded Elevator» – 4:44
3. «Stellar» (Acoustic) – 3:16
4. «Pardon Me» (Acoustic) – 3:46
5. «Drive» (Acoustic) – 3:50

## Posicionamiento en listas
| Lista (2001)                            | Mejor posición |
| --------------------------------------- | -------------- |
| Alemania (Media Control AG)             | 80             |
| Australia (ARIA)                        | 34             |
| Estados Unidos (Billboard Hot 100)      | 9              |
| Estados Unidos (Modern Rock Tracks)     | 1              |
| Estados Unidos (Mainstream Rock Tracks) | 8              |
| Estados Unidos (Adult Top 40)           | 4              |
| Nueva Zelanda (Recorded Music NZ)       | 13             |
| Reino Unido (UK Singles Chart)          | 40             |
| Suiza (Schweizer Hitparade)             | 85             |

### Sucesión en listas
| Predecesor: «Butterfly» de Crazy Town | Modern Rock Tracks — Sencillo número uno 3 de marzo de 2001 — 27 de abril de 2001 | Sucesor: «It's Been Awhile» de Staind |